# 가와니시 다케히코
가와니시 다케히코(일본어: 川西 武彦, 1938년 10월 9일 ~ )는 일본의 전 축구 선수이다.

## 국가대표팀 경력
그는 1959년 하계 올림픽 예선에 참가할 일본 국가대표팀에 발탁되었으며, 12월 20일 대한민국와의 경기에서 데뷔했다. 1962년 아시안 게임에도 출전했다. 그는 1962년까지 국제 A매치 통산 8경기에 출전했다.

## 통계
| 일본 | 일본 | 일본 |
| 연도 | 출전 | 득점 |
| ---- | ---- | ---- |
| 1959 | 1    | 0    |
| 1960 | 1    | 0    |
| 1961 | 5    | 0    |
| 1962 | 1    | 0    |
| 통산 | 8    | 0    |